# Onšov (Pelhřimovi járás)
Onšov település Csehországban, a Pelhřimovi járásban. Onšov Křelovice, Martinice u Onšova, Košetice, Syrov, Studený és Dunice településekkel határos. Lakosainak száma 241 fő (2024. január 1.).

## Népesség
A település lakosságának változását az alábbi diagram mutatja:
| Lakosok száma | 749  | 724  | 674  | 425  | 357  | 244  | 224  | 234  | 230  | 241  |
|               | 1869 | 1890 | 1921 | 1950 | 1980 | 2001 | 2017 | 2019 | 2022 | 2024 |